# Wojskowy Krzyż Zasługi z Mieczami
Wojskowy Krzyż Zasługi z Mieczami – polskie odznaczenie przyznawane żołnierzom Wojsk Lądowych i innych rodzajów Sił Zbrojnych za zasługi w działaniach przeciw terroryzmowi lub podczas operacji pokojowych i stabilizacyjnych, nie bezpośrednio w starciu z przeciwnikiem.

## Utworzenie
Krzyż ustanowiono ustawą z dnia 14 czerwca 2007 roku o zmianie ustawy z dnia 16 października 1992 roku o orderach i odznaczeniach, razem z Krzyżem Wojskowym, Wojskowym Krzyżem Zasługi, Morskim Krzyżem Zasługi, Morskim Krzyżem Zasługi z Mieczami, Lotniczym Krzyżem Zasługi, Lotniczym Krzyżem Zasługi z Mieczami oraz Medalem za Długoletnią Służbę. Zmiana została wprowadzona w życie 10 października 2007 roku, po upływie trzech miesięcy od momentu ogłoszenia, które nastąpiło 9 lipca. Równocześnie Prezydent Rzeczypospolitej Polskiej rozporządzeniem z dnia 31 lipca 2007 roku zmienił rozporządzenie z dnia 10 listopada 1992 roku w sprawie opisu, materiału, wymiarów, wzorów rysunkowych oraz sposobu i okoliczności noszenia odznak orderów i odznaczeń.
Zgodnie z treścią wyżej wymienionej ustawy „Wojskowy Krzyż Zasługi z Mieczami może być nadany żołnierzowi Wojsk Lądowych, a wyjątkowo żołnierzowi innego rodzaju Sił Zbrojnych Rzeczypospolitej Polskiej, za sumienną służbę w czasie działań bojowych przeciwko aktom terroru w kraju lub podczas użycia Sił Zbrojnych poza granicami państwa w czasie pokoju w warunkach szczególnie niebezpiecznych, nie bezpośrednio w styczności z przeciwnikiem”. W precedencji polskich odznaczeń zajmuje miejsce za Brązowym Krzyżem Zasługi i przed Wojskowym, Morskim oraz Lotniczym Krzyżem Zasługi. Jest równorzędny z Morskim i Lotniczym Krzyżem Zasługi z Mieczami. Nawiązuje do Medalu Wojska, nadawanego za służbę podczas II wojny światowej.

## Nadawanie
Wojskowy Krzyż Zasługi z Mieczami nadaje i wręcza Prezydent Rzeczypospolitej Polskiej, z inicjatywy własnej lub na wniosek ministra właściwego do spraw obrony. Prezydent ma również prawo do pozbawienia Krzyża osoby nim odznaczonej. Krzyż jest przyznawany nie później niż trzy lata od zakończenia działań bojowych, a można go otrzymać dwukrotnie.
W latach 2007–2009 przyznano 108 Wojskowych Krzyży Zasługi z Mieczami.

## Wygląd
Oznaką Wojskowego Krzyża Zasługi z Mieczami jest 40 mm równoramienny krzyż kawalerski o wyciętych półkoliście ramionach, wyoblony od strony lica, patynowany na brązowo. W środku znajduje się wypukły wizerunek orła wojskowego w koronie, siedzący na ułożonym poprzecznie mieczu z rękojeścią zwróconą w tę samą stronę co głowa orła. Rewers krzyża składa się z centralnie umieszczonego trzywierszowego napisu „POLSKA SWEMU OBROŃCY” oraz gałązek wawrzynu na ramionach poziomych. Odznaczenie zawieszone jest na karmazynowej wstędze szerokości 38 mm z czterema białymi pasami szerokości 2 mm, umieszczonymi po bokach i wzdłuż boków w odległości 10 mm od siebie. Pomiędzy krzyżem a wstęgą znajdują się na pierścieniu dwa skrzyżowane miecze patynowane na brązowo, ostrzami skierowane ku górze. Drugie nadanie Wojskowego Krzyża Zasługi z Mieczami oznaczane jest poprzez nałożenie na wstędze okucia szerokości 5 mm w kształcie patynowanej na brązowo listwy, ozdobionej wypukłymi splotami liści dębowych. Kolory baretki są identyczne ze wstęgą Krzyża, a w jej środku umiejscowione są dwa skrzyżowane miecze patynowane na brązowo, skierowane ostrzami w górę. W przypadku kolejnego nadania odznaczenia pod miecze podkłada się okucie.